# Radio Spectrum Policy Group
Die Gruppe für Frequenzpolitik, englisch Radio Spectrum Policy Group (RSPG), ist ein Beratergremium in frequenzpolitischen Fragen der Europäischen Kommission. Es unterstützt und berät die Kommission in frequenzpolitischen Fragen, bei der Koordinierung der politischen Ansätze sowie bei Maßnahmen, die für die Errichtung eines harmonisierten europäischen Binnenmarktes notwendig sind. Deutschland wird in diesem Gremium durch das BMWi vertreten, welches durch die Bundesnetzagentur unterstützt wird.
Die RSPG ist auf der Grundlage eines Beschlusses der Kommission (2002/622/EC, abgelöst durch Beschluss vom 11.6.2019) eingerichtet worden. Mitglieder der Gruppe sind Repräsentanten der EU-Mitgliedsstaaten, Repräsentanten der assoziierten Staaten sowie der Staaten mit Kandidatenstatus. Darüber hinaus arbeiten Vertreter des EU-Parlamentes, der Europäischen Konferenz der Verwaltung für Post und Telekommunikation (CEPT) sowie des Europäischen Instituts für Telekommunikationsnormen (ETSI) mit. Mit dem Gremium Europäischer Regulierungsstellen für elektronische Kommunikation (GEREK) besteht ein Zusammenarbeitsabkommen.
Inhalte der Arbeit sind vorrangig Themen der „digitalen Dividende“ sowie des WAPECS-Konzeptes.